# Boa Esporte Clube
Maillots
Actualités
Dernière mise à jour : 19 avril 2020.
Le Boa Esporte Clube est un club brésilien de football basé à Ituiutaba dans l'État du Minas Gerais.

## Palmarès
- Championnat du Brésil de Série C :
  - Vice-champion : 2010

- Championnat du Minas Gerais de deuxième division :
  - Champion : 2004, 2011

- Coupe du Minas Gerais :
  - Vainqueur : 2007